# Friedrich Benjamin Osiander
Friedrich Benjamin Osiander, född 9 februari 1759 i Zell unter Aichelberg, död 25 februari 1822 i Göttingen, var en tysk läkare, far till Johann Friedrich Osiander.
Osiander blev professor vid Göttingens universitet 1792. Han var en mycket berömd lärare och inlade stora förtjänster om den operativa förlossningskonsten.